# Michel IV le Paphlagonien
Vous lisez un « bon article » labellisé en 2022.
Michel IV (en grec : Μιχαὴλ (Δʹ) ὁ Παφλαγὼν / Michaḕl (D') ho Paphlagṑn), né vers 1010 et mort le 10 décembre 1041, est un empereur byzantin qui règne du 12 avril 1034 au 10 décembre 1041. Originaire de Paphlagonie en Anatolie, son ascension doit beaucoup à son frère, Jean l'Orphanotrophe, qui devient l'un des personnages les plus influents de l'Empire sous Romain III Argyre et qui l'introduit à la cour. Là, il devient l'amant de l'impératrice, Zoé Porphyrogénète et il pourrait avoir provoqué la mort de Romain III, dont il devient immédiatement le successeur par son mariage avec Zoé.
Sous son règne, c'est surtout Jean l'Orphanotrophe qui s'affirme comme administrateur des affaires de l'Empire, aux côtés d'autres membres de la famille dite des Paphlagoniens. Sans réel soutien parmi les clans de l'aristocratie, Michel IV se repose donc sur son cercle proche et souffre de différents complots tout au long de son règne. L'interprétation de son pouvoir est contrastée car affecté par une épilepsie de plus en plus invalidante, il semble parfois en retrait, même s'il s'implique personnellement dans les affaires extérieures et militaires. Tenant d'une politique plus défensive en Orient, il fait face à des contestations de la domination byzantine dans les Balkans, en particulier de la part des Bulgares, dont il peine à vaincre la rébellion menée par Pierre Deljan. En Italie, il tente de reconquérir la Sicile mais finit par rappeler le général Georges Maniakès alors victorieux, tandis qu'un début de soulèvement des mercenaires normands fragilise les possessions impériales dans la péninsule.
Sur le front intérieur, le régime des Paphlagoniens est marqué par une pression fiscale accrue et un début de dévaluation de la monnaie byzantine, qui ne remet pas encore en cause la stabilité de l'empire, alors à son apogée. Finalement, en 1041, affaibli par la maladie, Michel IV se retire et meurt presque immédiatement dans un monastère qu'il a parrainé. S'il a assuré sa succession en promouvant son neveu Michel V sur le trône impérial, celui-ci ne s'y maintient que quelques mois, démontrant la précarité de la position des Paphlagoniens à la tête de l'Empire. Dans le contexte de l'extinction à venir de la dynastie macédonienne, toujours incarnée par Zoé et Théodora Porphyrogénète mais sans héritier mâle, le règne de Michel IV tente d'inventer un nouveau système de gouvernement alors que les ambitions s'aiguisent parmi les prétendants au trône. S'il échoue, il préfigure certains traits qui se retrouvent dans la manière de gouverner de plusieurs de ses successeurs.

## Sources
Les sources qui relatent le règne de Michel IV sont relativement diverses. Michel Psellos, principale figure intellectuelle du siècle et acteur du jeu politique byzantin, est plutôt favorable au régime de Michel IV, notant que l'empereur se consacre surtout aux affaires extérieures, laissant la gestion interne à Jean l'Orphanotrophe. Fait rare pour un auteur souvent critique de certains souverains, il manifeste une certaine admiration pour Michel IV, qui parvient à s'élever dans la hiérarchie sociale grâce à ses talents mais sans bouleverser l'ordre des choses. Jean Skylitzès est beaucoup plus critique et considère que Michel IV ne règne que de nom, au travers des membres de sa famille qui ont la haute main sur les destinées de l'Empire, qu'ils lestent de taxes inconsidérées, tandis qu'une série de calamités frappe les Byzantins. Michel Attaleiatès, autre grand chroniqueur du siècle, commence son récit par le règne de Michel IV mais ne livre que peu d'informations à son propos, si ce n'est qu'il loue ses vertus dans la conduite du gouvernement. Parmi les sources extérieures, les textes arméniens sont mobilisables, comme la chronique d'Aristakès Lastivertsi, souvent hostile aux Byzantins et qui, en l'occurrence, blâme Michel IV pour l'assassinat de Romain III. La chronique de Yahyā d'Antioche offre aussi une autre perspective.

## Jeunesse et carrière

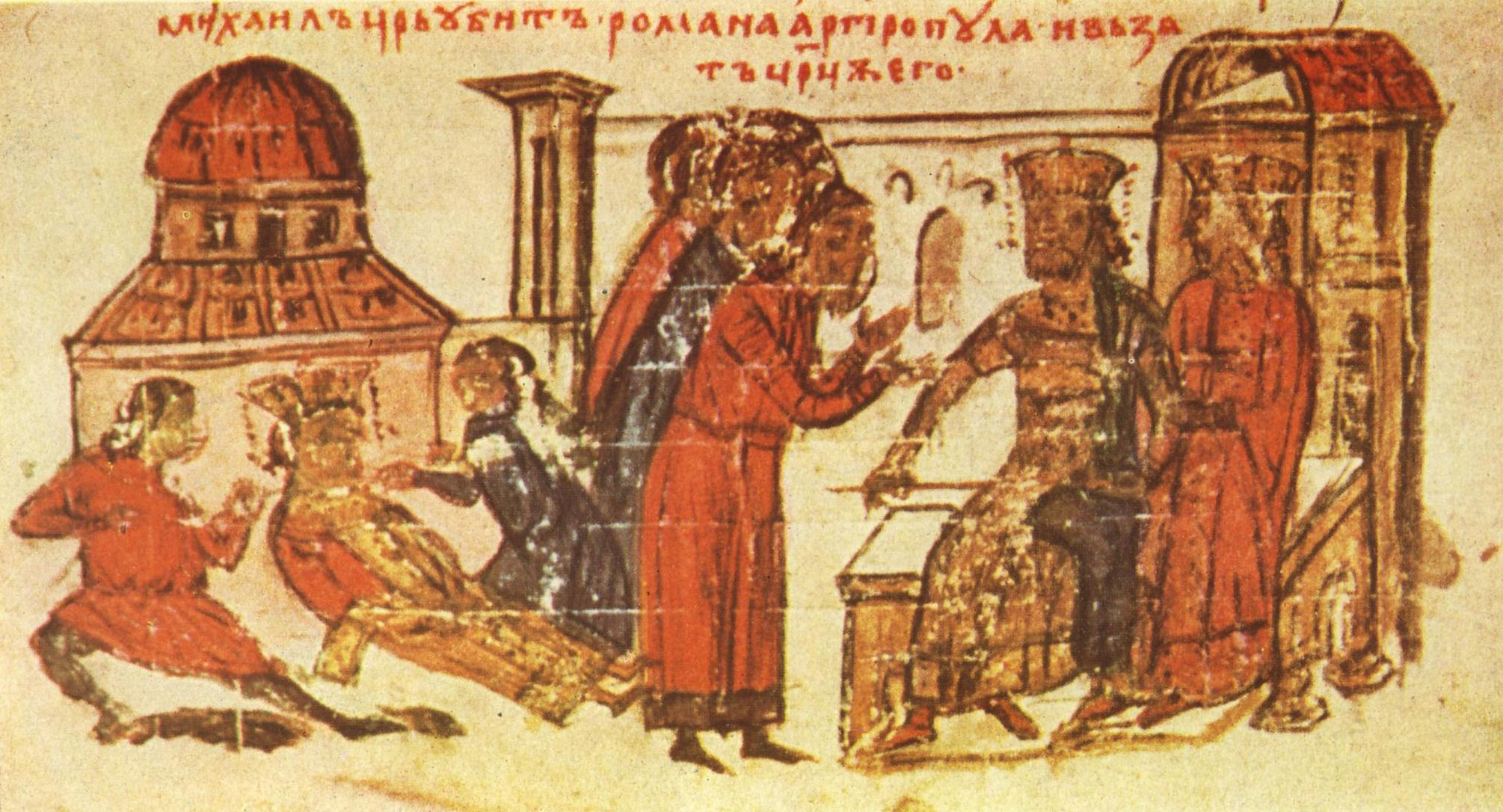
Assassinat de Romain III Argyre, sur l'ordre de Michel IV, selon la Chronique de Manassès, XIVe siècle, miniature no 67.

Le futur empereur Michel IV naît dans une famille travaillant dans le change des monnaies, métier considéré comme peu honorable car, selon Georges Cédrène, on y pratique souvent la contrefaçon. Michel lui-même est soupçonné d'avoir altéré les monnaies d'argent. Ayant quitté très tôt sa Paphlagonie natale (d'où son surnom), il va exercer son métier à Constantinople où se trouve déjà son frère aîné Jean l'Orphanotrophe (directeur d'orphelinat) ou l'Eunuque (ce qu'il est de même que ses frères Constantin et Georges).
Devenu parakimomène, Jean devient un proche et le confident de l'empereur Romain III Argyre qui l'a nommé directeur de l'orphelinat Saint-Paul de Constantinople. Animé par le désir de placer les membres de sa famille dans des positions d'avenir, il réussit à obtenir pour son jeune frère Michel le poste de gentilhomme de la chambre de l'impératrice Zoé, avec le titre d'archonte du panthéon,.
Michel Psellos, qui professe une grande admiration pour le futur Michel IV excusant volontiers ses crimes, le décrit comme d'une grande beauté physique, mais surtout d'une grande probité morale. Toutefois, le jeune homme souffre d'épilepsie, maladie qui va en s'aggravant par la suite, se doublant d'hydropisie et qui est la cause des œuvres pieuses de tous genres qu'il accomplit au cours de son règne dans l'espoir d'être délivré de son mal,.

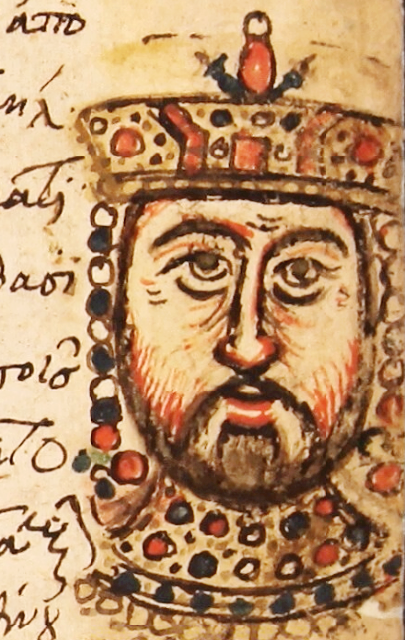
Miniature représentant Michel IV dans le Mutinensis gr. 122.

Michel IV est officiellement présenté au couple impérial en 1033. Si Romain ne lui jette qu'un regard distrait, l'impératrice aurait eu le coup de foudre pour le jeune homme,.
Devenu empereur en 1028, Romain Argyre, éparque de Constantinople, alors déjà âgé et marié, a épousé Zoé sur ordre de Constantin VIII lequel, sur son lit de mort, l'avait menacé de mort s'il ne divorçait pas de son épouse pour épouser la fille de l'empereur et assurer ainsi la survie de la dynastie macédonienne. Très tôt l'empereur a délaissé sa nouvelle épouse, prenant peut-être une ou plusieurs maîtresses et aucune progéniture ne devait naître de leur union. D'abord résistant aux avances de l'impératrice, Michel se laisse vite gagner et bientôt leur relation devint évidente, Zoé embrassant son jeune partenaire aux yeux de tous. Romain ferme d’abord les yeux sur cette idylle, attachant même Michel à son service personnel. Lorsque le scandale éclate au grand jour grâce aux ragots de la sœur de l'empereur, Pulchérie, celui-ci confronte Michel qui jure sur de saintes reliques qu'il ne s'agissait que de calomnies. Amadoué par ces paroles et sensible à la terrible maladie qui frappait Michel depuis sa jeunesse, Romain III préfère fermer les yeux.
Bientôt, la maladie dont souffrait l'empereur et qui progressait fait oublier le scandale. Sa face s'enfle, son souffle se fait court, il perd l'appétit et le sommeil. Il n'en fallait pas moins pour qu'au palais le soupçon d'un empoisonnement ne se diffuse, montrant du doigt l'impératrice Zoé,,. Le Jeudi saint 1034, alors qu'il se prépare pour les cérémonies du lendemain, l'empereur meurt dans un des bains du palais. Crise cardiaque ou assassinat par les serviteurs du palais ? Le récit de Psellos ne le dit pas. Une chose est certaine toutefois : accourue sur les lieux, Zoé lance un regard sur son époux et, assurée de sa mort prochaine, court rejoindre son amant. Dès le lendemain (le Vendredi saint), le patriarche Alexis Studite est convoqué au palais pour unir Zoé et Michel, de quarante ans plus jeune qu'elle, et oindre celui-ci comme empereur. Choqué par la vision de l'impératrice et de son amant revêtus tous deux des habits impériaux, le patriarche ne consent selon Skylitzès à cette union et au couronnement qui suit qu'après avoir reçu de l'impératrice la promesse d'une somme de cinquante livres d’or pour lui et de cinquante autres pour son clergé,,. Si la passion de Zoé a souvent été soulignée, la modestie des origines de Michel IV peut aussi expliquer son choix. N'appartenant à aucune grande famille, c'est potentiellement pour elle l'assurance de garder son influence sur les destinées de l'Empire en empêchant l'émergence trop rapide d'une nouvelle dynastie. Le même soir, les hauts dignitaires de l'Église et de l'État viennent rendre leurs hommages à la fois au nouveau couple impérial et à l'empereur décédé dont le cercueil est conduit à l'église de la Vierge Peribleptos,. En effet, une telle union n'est pas censée avoir lieu car une veuve doit normalement respecter un deuil d'une année. Néanmoins, comme à d'autres occasions dans l'histoire byzantine, la nécessité politique l'emporte. Cette précipitation permet aussi de tuer dans l'œuf toute éventuelle contestation. Le Sénat byzantin, placé dans le fait accompli, consent à cette succession sans résistance, d'autant que Zoé représente toujours la légitimité dynastique.

## Le règne

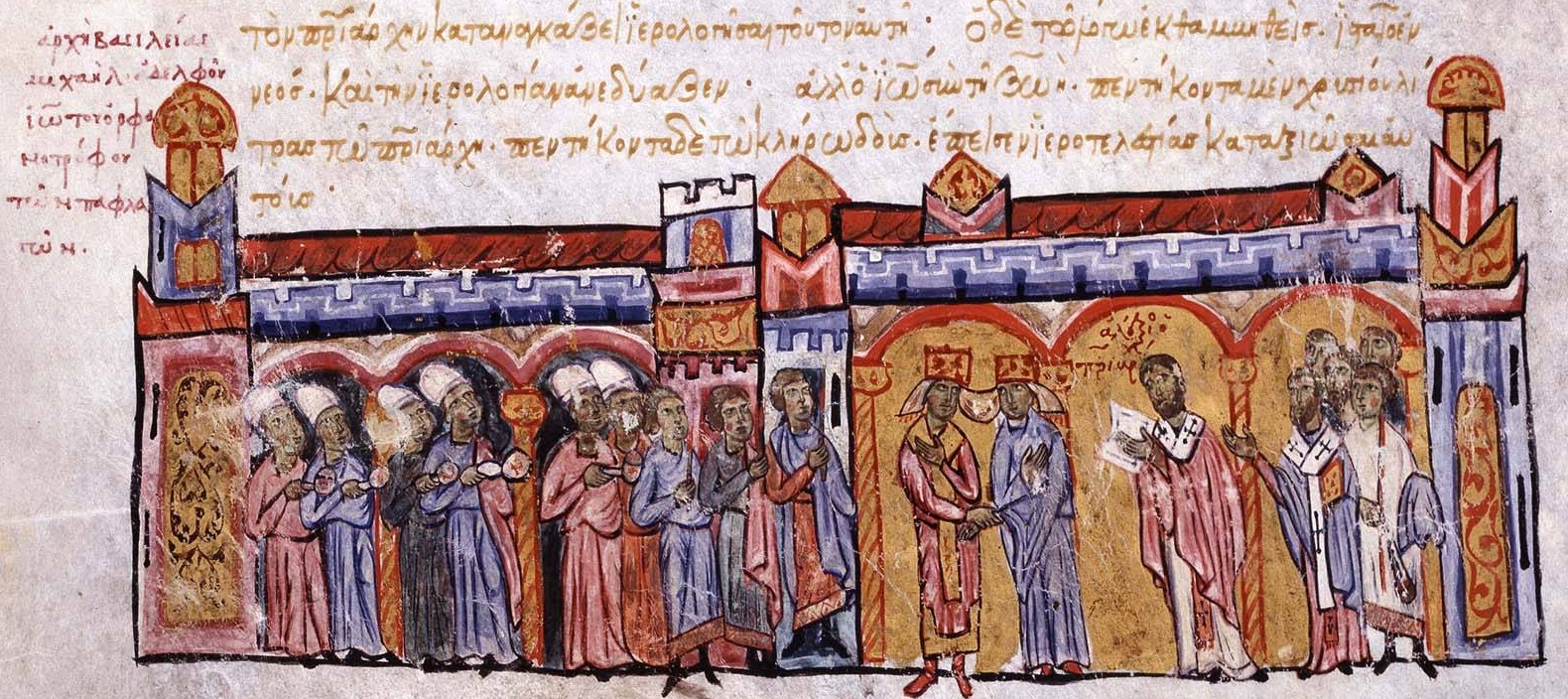
Le mariage de Michel IV et Zoé, dépeint dans la chronique de Skylitzès de Madrid.

À son arrivée au pouvoir, l'Empire byzantin connaît une époque faste. Depuis la mort de Basile II en 1025, il est à son apogée territorial, recouvrant des terres qu'il ne détient plus depuis l'époque d'Héraclius. L'ensemble de la péninsule balkanique, l'Asie mineure, le nord de la Syrie jusqu'à l'Arménie sont contrôlés par les Byzantins, de même que le sud de l'Italie. L'économie est florissante et la stabilité intérieure garantie par la solidité du régime impérial. Néanmoins, celle-ci repose grandement sur la permanence de la dynastie macédonienne depuis maintenant deux siècles. Or, tant Basile II que Constantin VIII n'ont laissé aucune descendance mâle et Zoé et sa sœur Théodora sont les dernières représentantes de cette dynastie et de sa légitimité dont aucune autre famille n'a pu se prévaloir dans le monde byzantin jusque-là. L'extinction à venir de la dynastie constitue donc un facteur de fragilité et le mariage avec Zoé ou Théodora permet, pour le moment, d'accéder au faîte du pouvoir.

### Politique intérieure

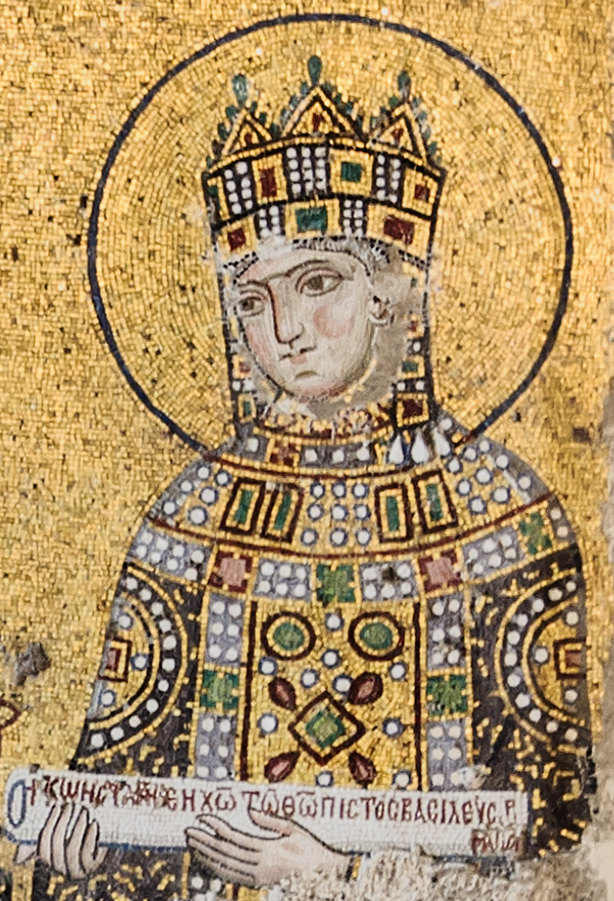
Zoé Porphyrogénète d’après une mosaïque de la cathédrale Sainte-Sophie.

#### Une politique intérieure déléguée à Jean l'Orphanotrophe
Alors qu'il organise d'abord des festivités pour célébrer son accession au trône et son union avec Zoé, Michel IV change assez vite d'attitude. Craignant peut-être que Zoé ne lui réserve le sort qu'elle a fait subir à Romain III Argyre, Michel IV met vite fin à sa relation avec l'impératrice et, lui ayant retiré sa liberté de mouvement, la confine au gynécée du palais où son frère Jean la fait constamment surveiller, lui retirant non seulement une partie de ses émoluments, mais également lui interdisant de recevoir ses amies sans sa permission,,.
Sérieux et déterminé à bien jouer son rôle, Michel IV se met rapidement à la tâche. S'il laisse la gestion financière à son frère Jean, il reprend le contrôle de l'administration régionale et locale, des affaires étrangères et de l'armée dont il rétablit le moral chancelant. Psellos loue particulièrement le soin qu'il met à faire des réformes graduelles, évitant d'abolir les coutumes bien assises, à ne promouvoir les fonctionnaires (y compris les membres de sa famille contrairement à son frère Jean) que s'ils ont fait preuve de compétence et à ne pas renvoyer les conseillers d'expérience. Ses conseillers louent sa capacité de travail, son sens politique, la rapidité avec laquelle il appréhende les problèmes, et, en dépit de sa maladie, l'équilibre de son caractère qui lui permet de ne jamais s'emporter ni d'élever la voix, ainsi que la douceur de ses manières.
Doué d’une grande perspicacité politique, mais de culture limitée, Michel IV se repose ainsi presque entièrement dans les premiers mois sur son frère Jean qui devient son premier conseiller et prend charge du gouvernement,. D'une grande intelligence et habile, celui-ci commence par accroître les revenus de l'État au travers d'une politique fiscale qui a parfois été vivement critiquée. En effet, il n'hésite pas à requérir à des méthodes brutales pour obtenir le paiement de l'impôt en numéraire, laissant une grande latitude aux collecteurs de taxes, au risque de favoriser les abus. Il convertit notamment l’aerikon, une taxe sur les animaux domestiques, en un impôt collecté en pièces d'or. Ces mesures suscitent de nombreuses protestations. C'est ainsi qu'il se met à dos les Bulgares, les obligeant à payer leurs impôts en argent alors que Basile II a sagement accepté lors de la conquête qu'ils puissent le faire, suivant leur coutume, en nature. Cette recherche du numéraire à la place d'autres formes d'impôts (service militaire, corvées, etc.) est à replacer dans une tendance générale du XIe siècle et qui coïncide avec des besoins de financement plus grands. Pour autant, la situation économique est globalement prospère, même si un mouvement de dévaluation de la monnaie byzantine apparaît. Celui-ci, qui commence semble-t-il dès le règne de Constantin VII Porphyrogénète de façon très modérée, s'accélère vers les années 1040 mais n'apparaît pas être lié aux décisions prises par Michel IV et son entourage. Du même coup il accroît sensiblement les pouvoirs des fonctionnaires de la capitale, se mettant à dos la noblesse terrienne et la noblesse militaire qui s'étaient affirmées sous les Macédoniens,. De mauvaises récoltes, une famine causée par des intempéries et une invasion de sauterelles en 1035 ne font qu'exacerber la situation et des révoltes se produisent à Alep, Antioche, Nicopolis et en Bulgarie.

#### Un régime familial
Jean et Michel font attention à garder le soutien d'une partie de l'aristocratie et se montrent généreux au début du règne. Surtout, ils placent les membres de leur famille à des postes élevés. Nicétas, le jeune frère de Michel, devient doux d'Antioche, l'un des plus importants postes de gouverneur de l'Empire. Marie, une sœur de Michel IV, a deux fils dont l'un, Constantin, devient domestique des Scholes, soit le chef des armées. Son mari, Étienne, est notamment nommé amiral aux côtés du général Georges Maniakès lors de l'expédition de Sicile. Au contraire, plusieurs familles d'importance, comme les Sklèroi ou les Dalassène, puissantes sous Romain III, semblent avoir perdu en influence sous Michel IV. L'un des aspects marquants du règne de Michel IV est bien sa propension à se reposer sur les membres de sa famille, même quand ceux-ci font preuve d'incompétence. Ne disposant pas d'appuis solides parmi les grandes familles aristocratiques, il en est réduit à s'appuyer sur son cercle proche qui devient le cœur du pouvoir. C'est là une caractéristique qui se retrouve chez ses successeurs. Au fur et à mesure de l'affaiblissement de la légitimité macédonienne, condamnée à l'extinction, la scène politique byzantine laisse le champ libre aux rivalités entre différents clans de l'aristocratie, lesquels perçoivent mal l'affirmation de familles relativement modestes comme celle de Michel le Paphlagonien.

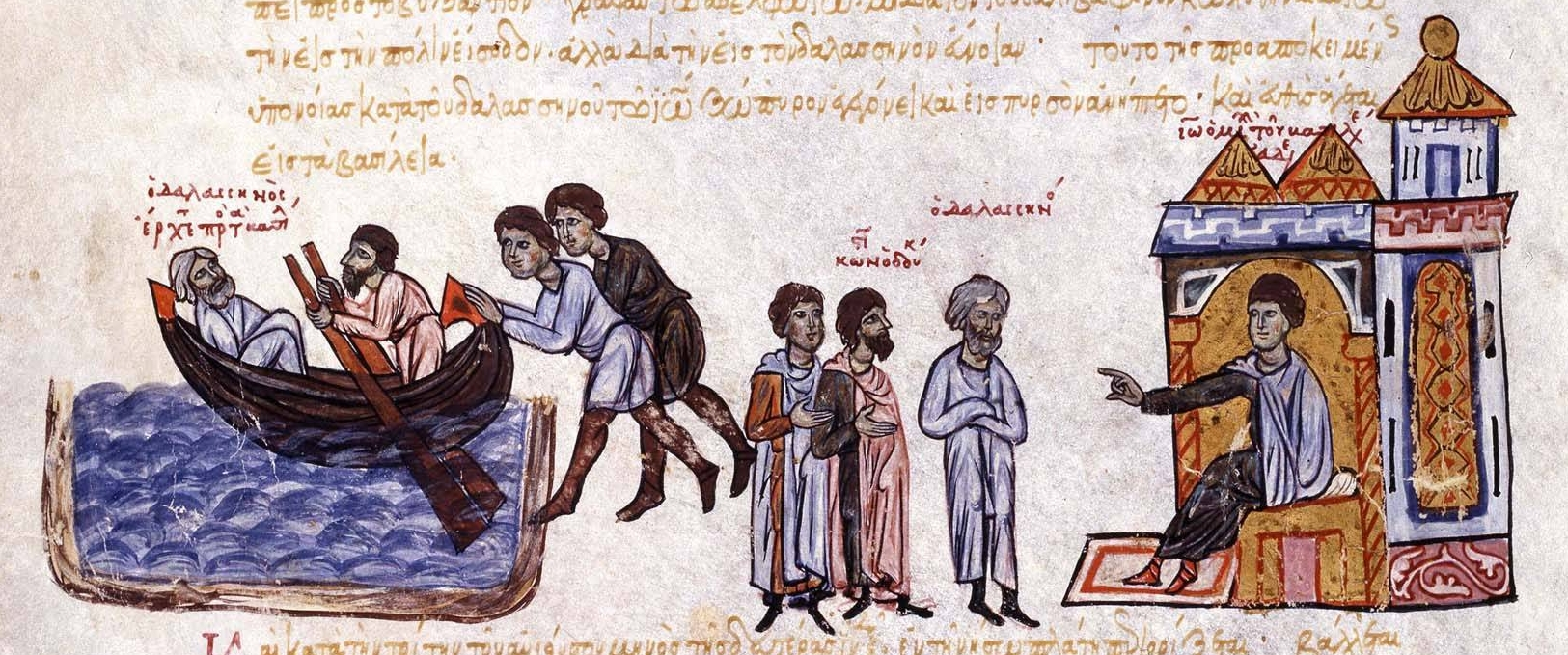
Jean l'Orphanotrophe fait exiler Constantin Dalassène. Chronique de Skylitzès de Madrid.

Le règne de Michel IV voit une recrudescence des complots avec une rare fréquence, signes d'une légitimité jamais fermement établie face à l'aristocratie traditionnelle. Dès 1034, Michel IV doit faire arrêter Constantin Dalassène, le duc d'Antioche et un temps pressenti pour épouser Zoé. Très influent, le clan des Paphlagoniens s'en méfie et parvient à le faire venir à Constantinople. Cependant, quand Nicétas arrive à Antioche pour le remplacer, il se heurte à une révolte de la population, fournissant le prétexte pour exiler Dalassène et ses proches,,. Toujours vers le début du règne de Michel IV, un complot semble avoir eu pour ambition de porter au pouvoir Constantin Monomaque, qui est exilé. En 1037, l'impératrice Zoé, lasse du traitement que lui inflige Jean l'Orphanotrophe, tente de faire empoisonner celui-ci mais le complot est démantelé et ses principaux instigateurs exilés, tandis que Zoé voit sa surveillance renforcée. En 1038, le frère de Michel, Constantin doit réprimer une rébellion des armées de l'Anatolie. En 1040, une autre conspiration implique Michel Ier Cérulaire, alors haut fonctionnaire, allié à Jean Makrembolitès. Michel décide de se faire moine pour échapper à la justice impériale ; il devient patriarche de Constantinople sous le successeur de Michel. En 1040, durant le soulèvement de Pierre Deljan en Bulgarie, Jean l'Orphanotrophe fait arrêter diverses personnes en Anatolie et à Constantinople soupçonnées de profiter de cette rébellion, à l'image d'un certain Grégoire Taronitès ; il est toutefois incapable de s'emparer du strategos (gouverneur) de Theodosiopolis, Alousiane, qui s'est joint à la rébellion et a tenté de s'emparer de Thessalonique. Une tension émerge aussi avec le patriarche Alexis Studite, que Jean l'Orphanotrophe tente de renverser pour prendre sa place, sans réussite. Au-delà de ces complots, Michel IV se méfie aussi plus largement des généraux qui pourraient profiter de leurs victoires ou de leur influence pour devenir des prétendants au trône, à l'image de Georges Maniakès.

### Politique étrangère et défense

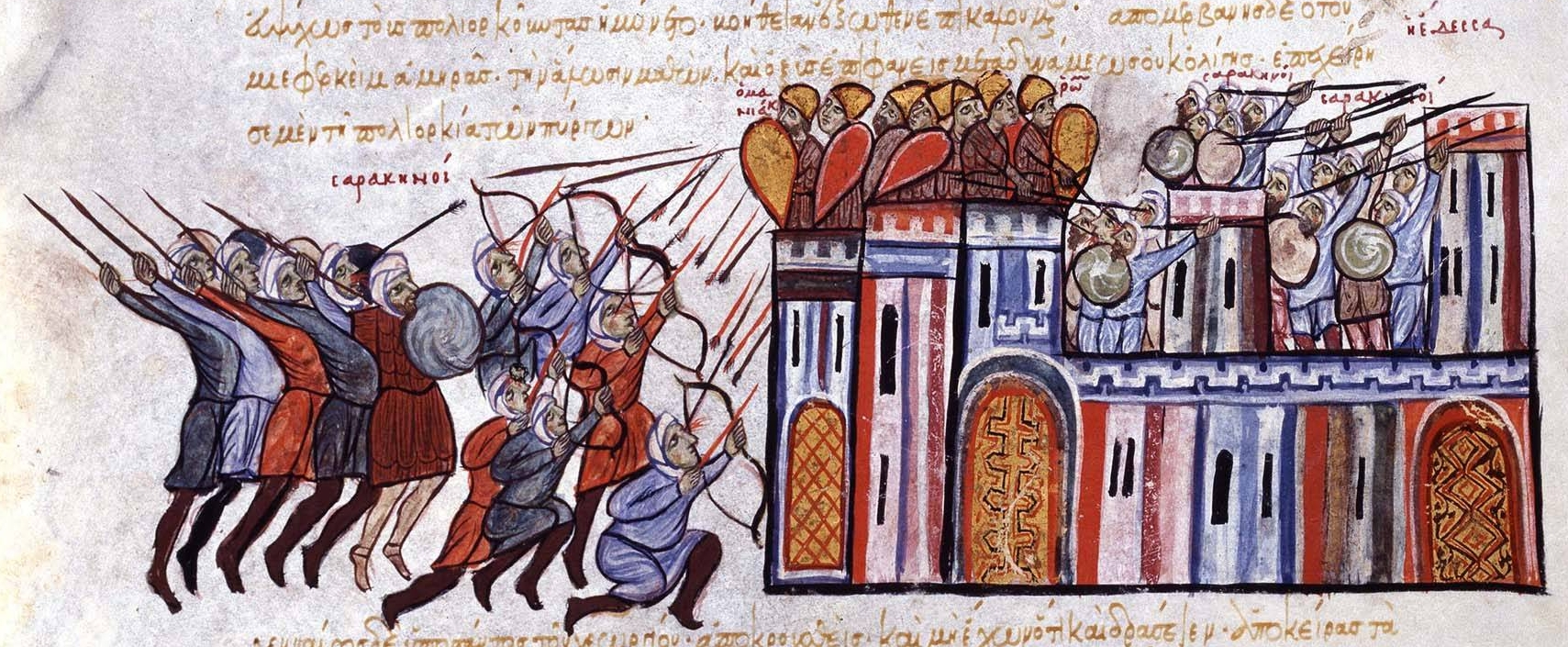
Le général George Maniakès conquiert Édesse (Jean Skylitzès, Manuscrit de Madrid).

Malgré ce qu'en dit Psellos les débuts du règne de Michel IV sont témoins de nombreuses crises aux frontières : les Arabes pillent Myra au sud-ouest de l'Anatolie, les Serbes sous la direction d’Étienne Voislav, se soulèvent vers 1034 et les Petchénègues ravagent le nord-est de l'Empire parvenant presque aux portes de Thessalonique. Le règne de Michel IV constitue en fait le début d'un changement progressif de situation pour l'Empire byzantin. D'offensif durant le dernier siècle et demi, il passe peu à peu sur la défensive.

#### Le front oriental
En Orient, l'Empire byzantin était au contact des puissances arabes et du Caucase chrétien, dans lequel il entend affermir son influence. Basile II a mené plusieurs campagnes contre le royaume de Géorgie et s'est assuré de la soumission des Arméniens. Pourtant, deux campagnes géorgiennes contre l'Empire sont peut-être intervenues en 1035 et 1038. En revanche, dès 1038-1039, Michel IV intervient pour soutenir les prétentions de Démétrius au trône de Géorgie, alors occupé par Bagrat IV. Les Byzantins peuvent compter sur le soutien d'un des plus puissants seigneurs géorgiens, Liparit IV de Kldekari, tombé en disgrâce peu de temps auparavant. Néanmoins, un accord est trouvé et Bagrat reste sur le trône. Avec l'Arménie, Michel IV tente de faire jouer le traité signé avec Basile II, par lequel le roi Hovhannès-Smbat III d'Arménie a juré de céder son royaume aux Byzantins à sa mort, ce que la noblesse arménienne se refuse à faire. Une armée est notamment repoussée par les partisans de Gagik II d'Arménie. L'empereur s'éteint avant d'avoir pu mener à bien cette conquête, finalement assurée par Constantin IX Monomaque.
Face aux Arabes, Michel IV doit défendre les dernières conquêtes impériales, en particulier la ville d'Édesse, conquise sous Romain III. Elle est assiégée dès 1036 et ne tient que par l'intervention salvatrice du duc d'Antioche, Constantin. Deux ans plus tard, il semblerait que des hommes armés tentent de s'emparer de la cité par surprise, sans qu'il soit possible de déterminer leur origine.
La cité d'Alep constitue un autre point de tension de la frontière byzantino-musulmane. Tenue par les vassaux des Fatimides, elle est parfois soumise à la suzeraineté byzantine. Dès 1035, Michel IV parvient à un traité avec les Fatimides qui établit une trêve de dix ans dont les termes nous sont largement inconnus. Elle semble résoudre la plupart des contentieux byzantino-fatimides et Michel IV ne fait pas de la domination d'Alep un point central des négociations. Par la suite, il joue les médiateurs dans les relations entre l'émir Shib al-Dawla et les Fatimides en conseillant au premier de se montrer plus conciliant envers les souverains d'Égypte,,.

#### L'Italie byzantine: entre progrès éphémères et premiers revers

L'Empire byzantin sous Michel IV, faisant figurer la brève reconquête d'une partie de la Sicile.

L'Italie byzantine est le seul front offensif du règne de Michel IV. La partie continentale, stabilisée par le catépanat d'Italie, c'est l'émirat de Sicile qui devient la préoccupation principale des Paphlagoniens. En effet, il mène régulièrement des raids contre les possessions byzantines, à l'image d'une attaque dans les Cyclades en 1035 qui nécessite une intervention victorieuse de la garde varangienne aux côtés du stratège des Cibyrrhéotes.
Michel IV profite de dissensions entre l'émir Ahmed et son frère, pour prendre le parti du premier et signer un traité avec lui en 1035. Les Zirides, suzerains tunisiens de la Sicile, interviennent en réaction pour réaffirmer leur contrôle de l'île. Michel IV envoie le catépan Opos qui mène un raid jusqu'à Palerme vers 1037, sans parvenir à sauver Ahmed, exécuté par les Zirides. C'est ensuite Georges Maniakès, prestigieux général déjà victorieux en Orient, qui est choisi pour lancer une véritable opération de reconquête, inspirée des ambitions encore récentes de Basile II. Maniakès rassemble une force d'invasion comprenant des mercenaires normands et le célèbre prince norvégien Harald Hardrada,. En 1038, les Byzantins débarquent et s'emparent de plusieurs places-fortes, dont Messine, puis Syracuse, suivent deux victoires lors de batailles à Rometta puis au pied du mont Etna en 1040. La côte est est conquise et l'espoir d'une reconquête semble se concrétiser. Seulement, Maniakès se brouille avec ses mercenaires, notamment lombards et surtout normands, qui protestent contre des soldes insuffisantes. D'une conquête de la Sicile, la campagne devient une révolte au sein de la province byzantine d'Italie. La capitale du catépanat, Bari, tombe en 1040 aux mains du Lombard Argyre. Maniakès est rappelé à Constantinople où il est accusé de trahison, après s'être disputé avec l'amiral Étienne, beau-frère de Michel IV et de Jean l'Orphanotrophe. Cette suite d'événements entraîne l'abandon de toutes les conquêtes siciliennes, avec la perte finale de Messine en 1042, d'autant que la révolte des Bulgares mobilise certainement une partie des troupes initialement envoyées en Sicile. Dans le même temps, si les Byzantins parviennent à reprendre Bari, la déstabilisation qui s'est emparée du sud de l'Italie marque un tournant, avec l'affirmation d'une puissance normande indépendante dans la région. Ainsi, le catépan Michel Dokeianos, le nouveau catépan d'Italie, est battu à deux reprises par une alliance lombardo-normande en 1041, qui s'empare peu à peu de l'Apulie. Au-delà, l'échec sicilien est aussi un symptôme de la faiblesse de la légitimité des Paphlagoniens, qui ont probablement craint qu'un succès de Maniakès n'en fasse un prétendant crédible au trône,,.
Michel IV est aussi mêlé aux luttes de pouvoir entre princes lombards, notamment entre Pandolf IV de Capoue et Guaimar IV de Salerne qui demandent son arbitrage ainsi que celui du saint-empereur germanique, qui seul décide de trancher en faveur du deuxième. Pandolf tente bien de se réfugier à Constantinople mais Michel IV refuse de prendre son parti et finit par l'emprisonner, ce qui n'empêche pas Guaimar de soutenir les Normands dans leur révolte en 1041.

#### Les Balkans déstabilisés

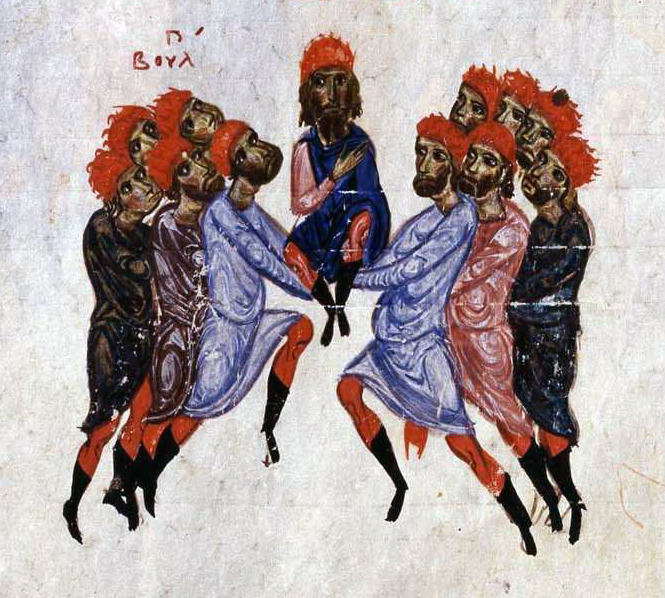
Pierre Deljan est proclamé empereur à Belgrade (Chronique de Skylitzès de Madrid, XIIe siècle).

Dans les Balkans, les campagnes de Basile II ont rétabli l'essentiel de la domination byzantine sur la péninsule. Les Bulgares ont été soumis tandis que les Serbes sont contraints à la vassalité. C'est au nord du Danube que la menace persiste, avec les Petchénègues qui mènent régulièrement des raids. L'un d'entre eux semble atteindre Thessalonique même si une trêve pourrait avoir été conclue en 1036.
Cependant, Michel IV doit composer avec des princes slaves aux velléités sécessionnistes et qui contestent régulièrement sa suzeraineté. C'est le cas notamment d'Étienne Voislav en 1034, sous le règne de Romain III, qui est finalement capturé, amené à Constantinople mais qui s'échappe en 1037. Quand il revient sur ses terres, il se rend autonome et refuse de rendre la cargaison d'un navire impérial en provenance d'Italie et qui s'est échoué sur la côte adriatique vers 1039-1040. Le gouverneur byzantin de la Dioclée, le général Théophile Érotikos, est chassé, et Voislav établit une principauté indépendante qu'il agrandit en 1042, après avoir vaincu les forces du gouverneur de Dyrrachium qui avait l'appui des princes de Rascie et de Zachlumie. Avec le seigneur de Zadar et de Split, Dobronas, les relations se dégradent aussi. Comme régulièrement avec les princes slaves de la région, il est convié à Constantinople pour y recevoir titres ou cadeaux mais il est emprisonné par Michel IV, qui prend le contrôle direct des deux cités,.

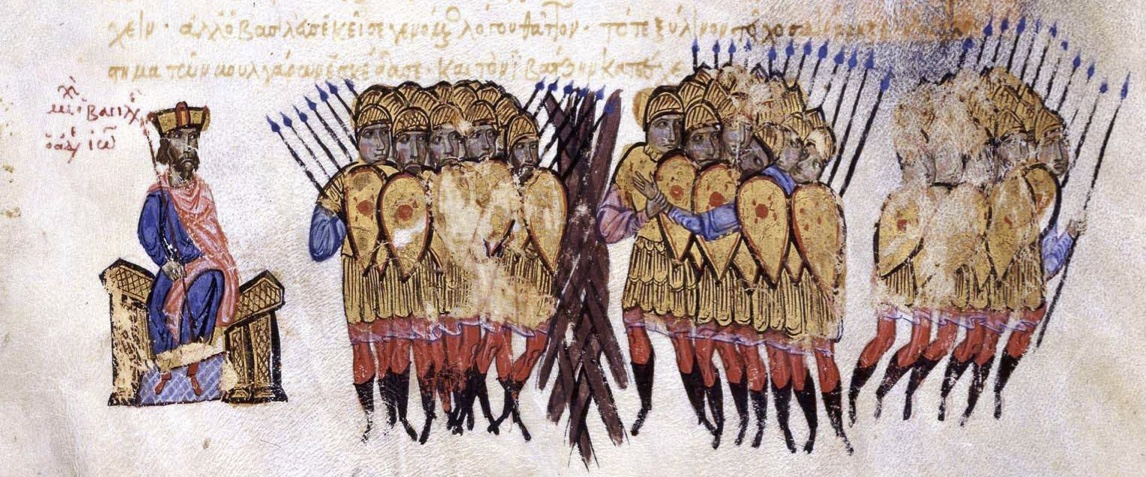
Michel IV et l'armée byzantine devant une barricade les séparant des rebelles bulgares, chronique de Skylitzès de Madrid.

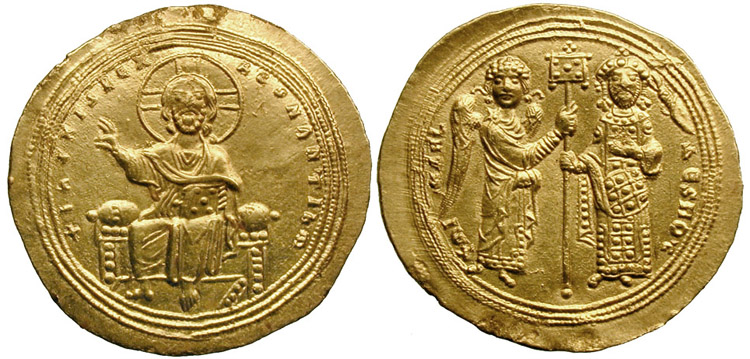
Histaménon peut-être frappé sous le règne de Michel V. Si Philip Grierson a initialement attribué cette pièce à Michel V, d'autres analyses, produites par Wroth et Hendy, estiment qu'elle date du règne de Michel IV. Battue à Thessalonique, elle serait alors une illustration de l'engagement de Michel IV dans la région, alors qu'il combat la révolte des Bulgares.

Au même moment, en 1040, en Bulgarie, Pierre Deljan se met à la tête d'une révolte contre l'Empire. Les Bulgares n'ont été soumis qu'une vingtaine d'années auparavant et Basile II a été attentif à préserver certaines de leurs particularités ainsi qu'à se concilier les élites dirigeantes. Néanmoins, ces dernières ont subi des purges sous Constantin VIII et Romain III, tandis que Jean l'Orphanotrophe exige un paiement de l'impôt en argent, et non plus en nature, mettant fin à l'exception tolérée par Basile II. Anthony Kaldellis insiste aussi sur l'importance d'une sorte de « sentiment national » comme fondement de cette révolte, opposant les Bulgares aux Romains. Ainsi, en 1037, les Bulgares ressentent mal que le nouvel archevêque d'Ohrid, principale autorité religieuse de Bulgarie, soit un Grec. Pierre Deljan prend alors la tête d’un mouvement visant à rétablir un Empire bulgare indépendant. Il est proclamé tsar à Belgrade et peut reprendre Skopje. Michel IV commet alors l'erreur de renvoyer le doux de Dyrrachium, Basile Synadus, qui marche contre Deljan, l'accusant de trahison. Les troupes du doux, en grande partie composées de Bulgares, se révoltent contre cette décision et proclament l'un des leurs, Tihomir, comme tsar. Pierre Deljan choisit de l'inviter auprès de lui mais en profite pour l'arrêter et l'exécuter, avant de fusionner l'ensemble des troupes rebelles sous sa seule autorité. Il peut alors prendre Dyrrachium, envoyer des troupes à Thèbes et marcher sur Thessalonique où se trouve l'empereur Michel IV qui doit s'enfuir pendant que son chambellan d'origine bulgare, Manuel Ivats, passe du côté des rebelles avec le trésor de guerre impérial. Également outré par la pression fiscale exercé par Jean l'Orphanotrophe, le thème de Nikopolis se révolte à son tour contre Michel,. Seul succès, le gouverneur de Thessalonique chasse les Bulgares de Démétrias, en Grèce.
Le salut vient de tensions au sein des rebelles bulgares, particulièrement entre Deljan et Alousiane, un descendant d'Ivan Vladislav, congédié par Michel IV. Au cours d'une nuit en 1041, Alousiane s'empare de Deljan et lui fait trancher le nez avant de se proclamer tsar. En face, en dépit d'une condition physique préoccupante et malgré le désaccord de plusieurs de ses proches, Michel IV suit son armée pour affronter les Bulgares. Quand les deux forces se rencontrent, Alousiane abandonne la cause rebelle et Michel IV le récompense en lui rendant ses titres et ses propriétés. Les autres chefs de la révolte, particulièrement Pierre Deljan ou Manuel Ivats, sont faits prisonniers et exhibés lors d'un triomphe célébré à Constatinople,,. Certains éléments de la biographie et des actes d'Alousiane ont parfois accrédité l'idée qu'il est un agent des Byzantins visant à détruire l'esprit de révolte des Bulgares, sans certitude. Quoi qu'il en soit, c'est un succès pour Michel IV qui rétablit l'ordre dans les Balkans sans revenir aux concessions de Basile II.

## Les derniers mois

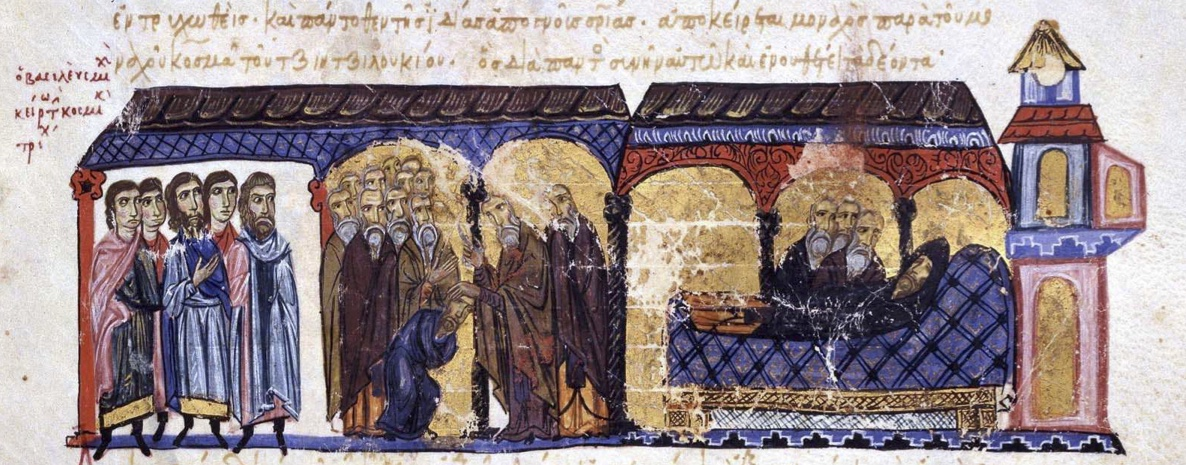
Michel IV prenant l'habit monastique juste avant de mourir, dans la chronique de Skylitzès de Madrid.

L'empereur a toutefois abusé de ses forces et il devient évident pour la cour et en particulier pour Jean l'Orphanotrophe, qu'il va mourir. Désirant garder le contrôle du gouvernement, ce dernier convainc Michel IV de demander à l'impératrice Zoé d'adopter son neveu, également prénommé Michel (futur Michel V) et de proclamer celui-ci césar.
Tourmenté par la façon dont il est parvenu au pouvoir, Michel IV depuis nombre d'années s'est tourné vers la religion, implorant Dieu de le guérir de son mal en allant en pèlerinage au sanctuaire de Saint-Dimitri à Thessalonique et en construisant de nombreuses églises dont celles des saints Anargyres, dans la banlieue de la capitale. Multipliant les donations en faveur des moines, il fait également construire un hospice pour les prostituées de la capitale et accueille dans son entourage les miséreux couverts de plaies. Plus prosaïquement, ces actes ont peut-être visé à accroître sa popularité auprès de la population.
Il devait s'éteindre le 10 décembre 1041 après avoir abdiqué la couronne pour revêtir la robe de moine au monastère des Saints-Come-et-Damien (les saints Anargyres) et avoir refusé de voir l’impératrice Zoé qui le suppliait de la recevoir une dernière fois. Il est inhumé dans l’église des Saints-Anargyres et son neveu est couronné sous le nom de Michel V,. Celui-ci est cependant incapable de se maintenir sur le trône plus de quelques mois, contraint à l'abdication à la suite d'une révolte populaire d'ampleur.

## Historiographie
Le règne de Michel IV, qui intervient lors d'une ère de stabilité et de prospérité pour l'Empire, a surtout laissé le souvenir d'un empereur largement influencé par sa famille, en particulier Jean l'Orphanotrophe. Dès l'époque byzantine, le poids de l'entourage de Michel joue sur l'appréciation de son règne. Kékauménos recommande d'ailleurs aux empereurs de se méfier de leurs parents, qui ont en l'occurrence contribué à faire de Michel IV un souverain peu apprécié. Son pouvoir inaugure la montée en puissance de la parentalité comme source de la solidité du trône, alors que des rivalités entre cercles d'influence se font jour au sein de la cour. La dynastie macédonienne, jusque-là toute puissante, commence à décliner et n'a aucune descendance. En cela, le règne de Michel IV peut être mis au regard de celui de son successeur qui, en se privant trop vite du soutien de ses proches, a immédiatement été renversé. Les historiens oscillent généralement entre la vision d'un empereur malade et incapable de gouverner, et celle d'un régime plutôt solide. Anthony Kaldellis remarque ainsi que le régime de Michel IV dit beaucoup des mécanismes du pouvoir à Byzance et que, dans l'ensemble, lui et ses frères gouvernent bien l'Empire. À l'opposé, Edward Gibbon a dressé un portrait plus pathétique de Michel, « misérable valétudinaire », tandis que Jean « n’eut dans son administration d’autre objet que de satisfaire son avarice ». C'est là un constat récurrent, d'un empereur honorable mais mal entouré, comme l'affirme Louis Bréhier : « De toute cette famille de parvenus sans scrupules, Michel IV paraît avoir été le seul honnête homme », allant jusqu'à parler de « nullité » pour qualifier ses frères. Georg Ostrogorsky, qui voit dans le régime des Paphlagoniens une affirmation de la bureaucratie civile face à l'aristocratie militaire, estime que Michel « est un souverain capable et un brave général » mais effacé devant l'Orphanotrophe, habile mais sans scrupule. Dans un article sur Michel IV comme révélateur du déclin byzantin, l'empereur, reconnu pour ses qualités, est aussi décrit comme trop dépendant d'un système politique dans lequel il manque d'appuis solides pour construire une légitimité durable. En contribuant à fonder son pouvoir sur sa famille, il aurait participé à la confusion croissante entre les intérêts familiaux et l'intérêt de l'État, qui fragiliserait à terme le système byzantin.

### Sources primaires
- Michel Psellos, Chronographie, Paris, Les Belles Lettres, 1967
- (en) John Wortley (trad. du grec ancien), John Skylitzes : A Synopsis of Byzantine History, 811-1057 : Translation and Notes, Cambridge, Cambridge University Press, 2010, 491 p. (ISBN 978-0-521-76705-7)

- Jean Zonaras, Epitome Historion, Facsimile Publisher, 2015, ASIN : B011BXU0RM.

### Sources secondaires
- (en) Michael Angold, « The Byzantine Empire, 1025-1118 », dans The New Cambridge Medieval History, Cambridge University Press, 2004, 217-253 p. (lire en ligne)
- Louis Bréhier, Vie et mort de Byzance, Paris, Albin Michel, coll. « L'évolution de l'humanité », 2006, 632 p. (ISBN 2-226-05719-6)
- Jean-Claude Cheynet, Pouvoir et contestations à Byzance (963-1210), Paris, Publications de la Sorbonne, 1990 (lire en ligne)
- (en) Garlan, Linda, « Zoe Porphyrogenita (wife of Romanus III, Constantine IX, and Michael IV) », (dans) De Imperatoribus Romanis, (An Online Encyclopedia of Roman Rulers and their Families), [en ligne], http://www.roman-emperors.org/zoep.htm, Recherche : 1er mai 2019.
- Jean-Claude Cheynet (dir.), Le Monde byzantin, tome II : L'Empire byzantin (641-1204), PUF, coll. « Nouvelle Clio », 2007
- (en) Florin Curta, Eastern Europe in the Middle Ages, Leiden/Boston, Brill, 2019, 1398 p. (ISBN 978-90-04-34257-6)
- (en) John A. Fine, The Early Medieval Balkans, A Critical Survey from the Sixth to the Late Twelfth Century, University of Michigan Press, 1991 (ISBN 0-472-08149-7)
- (en) Lynda Garland (en), Byzantine Empresses : Women and Power in Byzantium AD 527–1204, Routledge, 1999, 343 p. (ISBN 978-0-415-14688-3, lire en ligne)
- (en) Anthony Kaldellis, Streams of gold, rivers of blood : the rise and fall of Byzantium, 955 A.D. to the First Crusade, New York, Oxford University Press, 2017, 399 p. (ISBN 978-0-19-025322-6, lire en ligne)
- (en) Alexander Kazhdan (dir.), Oxford Dictionary of Byzantium, New York et Oxford, Oxford University Press, 1991, 1re éd., 3 tom. (ISBN 978-0-19-504652-6 et 0-19-504652-8, LCCN 90023208)
- (en) Alexander Kazhdan et Ann Wharton Epstein, Change in Byzantine Culture in the Eleventh and Twelfth Centuries, University of California Press, 1985, 352 p. (ISBN 978-0-520-05129-4, lire en ligne)
- Paul Lemerle, Cinq études sur le XIe siècle byzantin, Centre national de la recherche scientifique, 1977
- (de) Ralph-Johannes Lilie (en), Claudia Ludwig (de), Beate Zielke et Thomas Pratsch (dir.), Prosopographie der mittelbyzantinischen Zeit Online, De Gruyter, 2013 (lire en ligne).
- Georg Ostrogorsky (trad. de l'allemand), Histoire de l'État byzantin, Paris, Payot, 1996, 649 p. (ISBN 2-228-07061-0).
- (en) John J. Norwich, Byzantium : The Apogee. II, London, Penguin, 1993 (ISBN 978-0-14-011448-5)
- Évelyne Patlagean, Un Moyen Âge grec: Byzance, IXe–XVe siècle, Paris, Albin Michel, 2007 (ISBN 978-2-226-17110-8)
- (en) Warren T. Treadgold, A History of the Byzantine State and Society, Stanford, Stanford University Press, 1997, 1019 p. (ISBN 978-0-8047-2630-6, lire en ligne).